# Clara Louise Bell
Clara Louise Bell, auch bekannt als Clara Louise Janowsky (* 22. Januar 1886 in Newton Falls, Ohio, USA; † 1978 in Washington D.C.) war eine US-amerikanische Malerin und Miniaturmalerin.

## Leben
Clara Louise Bell wurde 1886 in Newton Falls, Ohio, geboren. Sie zeigte schon früh künstlerisches Talent und begann ihre Ausbildung an der Cleveland School of Art. Später setzte sie ihr Studium an der Art Students League of New York fort, wo sie unter anderem von renommierten Lehrern wie William Merritt Chase beeinflusst wurde. Bereits während ihrer Studienzeit spezialisierte sich Bell auf die Technik der Miniaturmalerei auf Elfenbein, einer Kunstform, die in den Vereinigten Staaten im späten 19. und frühen 20. Jahrhundert eine kurze Blütezeit erlebte. Sie gewann früh Anerkennung für ihre feinen, detailreichen Porträts und stellte regelmäßig bei der Pennsylvania Society of Miniature Painters und der American Society of Miniature Painters aus.
Ab den 1920er Jahren nahm sie mit ihren Arbeiten an nationalen und internationalen Ausstellungen teil, unter anderem bei der National Academy of Design in New York und der Corcoran Gallery in Washington, D.C. Ihre Werke wurden mehrfach ausgezeichnet, darunter mit Medaillen bei Ausstellungen der Pan-American Exposition und der Pan-Pacific Exposition. Neben ihrer Tätigkeit als Künstlerin engagierte sich Bell auch in der Ausbildung und Förderung der Miniaturmalerei in den USA. Sie unterrichtete zeitweise Privatstudenten und setzte sich für die Bewahrung der aufwändigen traditionellen Techniken ein. Sie starb 1978 in Washington, D.C.